# هازلاخ
شهر هازلاخ در ایالت بادن-وورتمبرگ در کشور آلمان واقع شده‌است.